# Satyrichthys magnus
Satyrichthys magnus és una espècie de peix pertanyent a la família dels peristèdids.

## Hàbitat
És un peix marí i batidemersal que viu entre 207 i 215 m de fondària.

## Distribució geogràfica
Es troba al Pacífic occidental.

## Observacions
És inofensiu per als humans.